# Banga
Banga és un municipi de la província de Kwanza-Nord. Té una extensió de 1.260 km² i 9.493 habitants. Comprèn les comunes de Banga, Aldeia Nova, Caculo Cabaça i Cariamba. Limita al nord amb els municipis de Quitexe i Bolongongo, a l'est amb els de Quiculungo i Samba Caju, al Sud amb els de Lucala i Gonguembo, i a l'oest amb el de Bula Atumba.